# Tonanitla
Tonanitla (in lingua nahuatl) è uno dei 125 comuni dello Stato del Messico e il nome del suo centro amministrativo. Confina a nord con il comune di Zumpango e Nextlalpan, ad ovest con Tecámac, a sud con Ecatepec de Morelos e ad est con Coacalco de Berriózabal. Il territorio del comune si trova a un'altitudine tra i 2.100 e i 2.260 m s.l.m., la popolazione nel 2010 è di 10 216 abitanti.

## Toponomastica

Tonanitla.

Il comune prende il nome dalla parola nahuatl Tonanitlan, che è formata da tre parole: To- Nan-tli, che è il nome da madre e itla, che identifica un luogo; il nome significa quindi "luogo della nostra madre Tonantzin".